# Wit-Rusland 1
Wit-Rusland 1 (Wit-Russisch en Russisch: Беларусь 1) is het eerste en grootste kanaal wat wordt uitgezonden op de Wit-Russische televisie. De zender maakt deel uit van de BTRC.

## Geschiedenis
De eerste televisie-uitzending op Wit-Rusland 1 vond plaats op nieuwjaarsdag 1956 in Minsk. De eerst uitzending werd ingeluid met de woorden:  Goedenavond! Gelukkig nieuwjaar! Vandaag starten we met onze testuitzendingen. Het kanaal was in eerste instantie alleen in Minsk en omgeving te ontvangen, maar later ook in heel Wit-Rusland.
Het kanaal zond tussen 1956 en 2003 alleen in het Wit-Russisch uit en vanaf 8 oktober 2003 werd er ook in het Russisch uitgezonden. De meeste programma's worden nu uitgezonden in het Russisch, sinds het merendeel van de bevolking in het dagelijks leven gebruikt.
Nadat de Sovjet-Unie uit elkaar was gevallen in 1991 veranderde de naam naar TBK en later weer naar BT, vanaf 2006 tot 2011 heette het Eerste nationale kanaal. Daarna nam het de huidige naam Wit-Rusland 1 aan. De huidige omroepstem van het kanaal is Aleksandr Timosjkin.
Wit-Rusland 1 verzorgt elk jaar de uitzendingen van het Eurovisiesongfestival, Junior Eurovisiesongfestival en de Slavjanski Bazaar.